# Matériau ferromagnétique doux
 (mai 2015).
Si vous disposez d'ouvrages ou d'articles de référence ou si vous connaissez des sites web de qualité traitant du thème abordé ici, merci de compléter l'article en donnant les références utiles à sa vérifiabilité et en les liant à la section « Notes et références ».
Des matériaux ferromagnétiques doux forment un sous groupe des matériaux ferromagnétiques ce qui signifie qu’ils sont capables de s'aimanter lorsqu'ils sont soumis à un champ magnétique extérieur. La particularité des matériaux ferromagnétiques doux est que l'action de créer ou d’annuler l’aimantation dans le matériau nécessite moins d'énergie que pour les matériaux ferromagnétiques durs.

## Historique
C’est au début du XXe siècle que l'on commence à exploiter les propriétés des matériaux ferromagnétiques doux. Dans les années 1940, grâce à l’amélioration et l’optimisation des procédés, l'exploitation de ces matériaux s’est rapidement développée. Les applications de ces matériaux se sont accrues durant les décennies qui suivirent, c’est pourquoi à partir des années 1950 les ferrites ont vu le jour pour leur usage dans les applications à moyennes et hautes fréquences. En 1970 ce sont les amorphes magnétiques qui se sont développés dans « les transformateurs d’énergie basse fréquence », puis dans les années 1980 pour les inductances.

## Caractérisation macroscopique - Cycle d'hystérésis

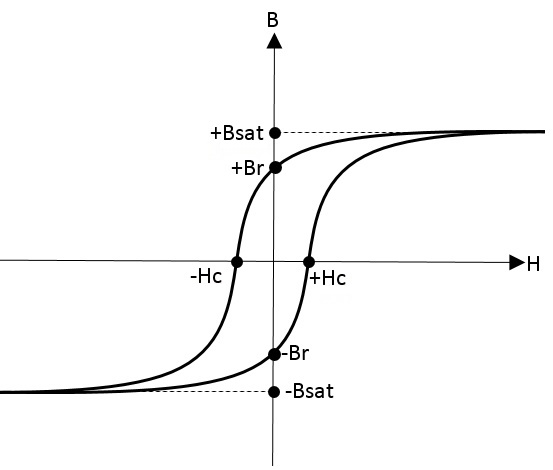
Cycle d'hystérésis d'un matériau ferromagnétique doux
Hc : Champ coercitif
Br : Champ rémanent
Bsat : Champ saturant

La caractéristique principale des matériaux ferromagnétiques est le cycle d’hystérésis de la caractéristique induction B en fonction de l’aimantation H. Les matériaux ferromagnétiques doux ont un champ coercitif plus faible (inférieur à 1 000 A m−1). L'application d'une faible induction magnétique pourra donc retourner ou annuler l'aimantation du matériau. La susceptibilité magnétique, qui caractérise la capacité d’un matériau à s’aimanter, est très élevée pour ces matériaux (10^3 - 10^6)
La forme de ce cycle d’hystérésis montre également que l’énergie dissipée sous forme de chaleur est faible. Cette énergie, appelée pertes magnétiques, correspond à l’aire du cycle d’hystérésis et s’exprime en J m−3. Ces différentes caractéristiques, faibles pertes magnétiques et forte susceptibilité, vont permettre d’obtenir de bonnes propriétés pour les applications à hautes fréquences et de canalisations de flux.

## Caractérisation microscopique
Dans les matériaux, ce sont les électrons qui contribuent le plus au moment magnétique. C’est ce que l’on appelle le moment de spin. De manière générale, les électrons se regroupent par paires de spins opposés, donc de moment résultant nul et remplissent les niveaux électroniques définis par la physique atomique. Dans un atome, les électrons des niveaux électroniques externes (énergie plus élevée) sont le plus susceptibles de réagir avec l’environnement de l’atome en formant des liaisons. Par conséquent, seuls des niveaux électroniques internes et incomplets peuvent contribuer au moment magnétique de l’atome. Cette configuration atomique se retrouve dans les métaux de transition de la série 3d dans la classification périodique des éléments tels que le cobalt, le fer ou le nickel.
De plus, les caractéristiques physiques du matériau considéré créent l’anisotropie magnétique, c’est-à-dire que les propriétés magnétiques ne sont pas les mêmes selon la direction d’espace. Un matériau ferromagnétique doux doit présenter une anisotropie magnétique la plus faible possible.

## Applications

### Les transformateurs
Un transformateur contient un enroulement primaire et un enroulement secondaire qui sont magnétiquement couplés. On applique alors une tension alternative à l’enroulement primaire et un flux magnétique va traverser le circuit secondaire, ce qui va y créer un courant électrique.
Les principales limitations pour ces types de dispositif sont la dissipation d’énergie par cycle d’hystérésis et les pertes par courants de Foucault. L’utilisation de matériaux ferromagnétiques doux limite ces phénomènes.

### Les électroaimants
La forte susceptibilité des matériaux ferromagnétiques doux permet d’obtenir une forte induction à partir d’un faible champ extérieur, ce qui trouve son utilité dans les électroaimants, lorsque l’on cherche à canaliser les lignes de champ.
Un électroaimant est composé d'un barreau en fer doux autour duquel une bobine est alimentée par un générateur de courant continu. L'application d'un courant permettra alors de créer un champ électromagnétique au centre du dispositif. L'utilisation du fer doux est indispensable afin que le champ magnétique (produit par la bobine) puisse être correctement restitué au reste du circuit.

## Matériaux et caractéristiques
Les matériaux ferromagnétiques doux sont composés des éléments principaux fer, cobalt, nickel, magnésium, silicium, et ne possèdent pas de structures ordonnées qui nuiraient aux propriétés magnétiques. C’est pour cette raison que les matériaux amorphes et les matériaux polycristallins sont de bons ferromagnétiques doux.
| Matériaux                                     | Fer        | Cobalt     | Nickel    |
| --------------------------------------------- | ---------- | ---------- | --------- |
| Température de Curie (kelvin)                 | 1 043      | 1 404      | 631       |
| Aimantation à saturation Ms (A/m)             | 1,74 × 106 | 1,42 × 106 | 5,1 × 105 |
| Perméabilité magnétique relative maximum µmax | 180 000    | Manquante  | 1 000     |

| Composition (% en masse)                      | 36Ni                                           | 48Ni                                              | 75Ni-5Cu-2Cr                                        | 80Ni-5Mo                                            | 77Ni-5Cu-4Mo                                        |
| --------------------------------------------- | ---------------------------------------------- | ------------------------------------------------- | --------------------------------------------------- | --------------------------------------------------- | --------------------------------------------------- |
| Température de Curie (kelvin)                 | 523                                            | 743                                               | 673                                                 | 683                                                 | 683                                                 |
| Aimantation à saturation Ms (A/m)             | 1,03 × 106                                     | 1,23 × 106                                        | 6,37 × 106                                          | 6,37 × 106                                          | 6,37 × 106                                          |
| Perméabilité magnétique relative maximum µmax | 2 000 (recuit 700 °C) 30 000 (recuit 1 100 °C) | 40 000 (recuit 1 000 °C) 80 000 (recuit 1 200 °C) | 170 000 (recuit 1 050 °C) 220 000 (recuit 1 200 °C) | 240 000 (recuit 1 050 °C) 300 000 (recuit 1 200 °C) | 220 000 (recuit 1 050 °C) 270 000 (recuit 1 200 °C) |
| Champ coercitif Hc (A/m)                      | 30 (recuit 700 °C) 10 (recuit 1 100 °C)        | 8                                                 | 2 (recuit 1 050 °C) 1 (recuit 1 200 °C)             | 1                                                   | 1                                                   |
| Pertes hystérétiques (W/kg)                   | 0,01 à 100                                     | 0,01 à 100                                        | 0,01 à 100                                          | 0,01 à 100                                          | 0,01 à 100                                          |

| Composition (% en masse)                                  | 50Co-0,3Mn (recuit 800 °C) | 49Co-2V (recuit 800 °C) | 34Co-64Fe-2Cr (recuit 850 °C) |
| --------------------------------------------------------- | -------------------------- | ----------------------- | ----------------------------- |
| Température de Curie (kelvin)                             | Manquante                  | 1 203                   | Manquante                     |
| Aimantation à saturation Ms (A/m)                         | 1,95 × 106                 | 1,91 × 106              | 1,93 × 106                    |
| Perméabilité magnétique relative maximum µmax             | 5 000                      | 4 500                   | 10 000                        |
| Champ coercitif Hc (A/m)                                  | 160                        | 160                     | 80                            |
| Pertes hystérétiques (W/kg) (Mesures à 50 Hz et 2 teslas) | 8,0                        | 4,0                     | Manquante                     |